# Copa de Oro de Occidente 1956
La Copa de Oro de Occidente 1956 fue la tercera edición del torneo. El campeón fue el Guadalajara, tras quedar en primer puesto de la tabla.

## Resultados

### Clasificación
| Equipo      | Pts. | PJ | PG | PE | PP | GF | GC | Dif |
| ----------- | ---- | -- | -- | -- | -- | -- | -- | --- |
| Guadalajara | 10   | 6  | 5  | 0  | 1  | 16 | 4  | 12  |
| León        | 7    | 6  | 3  | 1  | 2  | 14 | 10 | 4   |
| Oro         | 7    | 6  | 3  | 1  | 2  | 14 | 14 | 0   |
| Atlas       | 0    | 6  | 0  | 0  | 5  | 6  | 22 | -16 |

|                         |
| Guadalajara 3.er título |

## Goleadores
| Jugador              | Club        | Goles |
| -------------------- | ----------- | ----- |
| Héctor Hernández     | Oro         | 8     |
| Crescencio Gutiérrez | Guadalajara | 4     |
| Salvador Reyes       | Guadalajara | 4     |
| Jorge Marik          | León        | 3     |
| Francisco Flores     | Guadalajara | 2     |
| Juan Jasso           | Guadalajara | 2     |
| Raúl Arellano        | Guadalajara | 2     |
| Pascual Miranda      | León        | 2     |
| José Naranjo         | Oro         | 2     |
| Carlos González      | Atlas       | 2     |
| Juan Fuentes         | León        | 2     |